# پیتر میر
پیتر میر (انگلیسی: Peter Mair; ۳ مارس ۱۹۵۱ – ۱۵ اوت ۲۰۱۱) دانشمند علوم سیاسی، و استاد دانشگاه اهل جمهوری ایرلند بود. وی استاد سیاست مقایسه ای در انستیتوی دانشگاه اروپا در فلورانس بود.

## زندگی
پیتر میر در روس پوینت ، ایرلند متولد شد و در کالج دانشگاه دوبلین، تاریخ و سیاست تحصیل کرد. وی همچنان به عنوان استادیار در دانشگاه لیمریک، استراکلید، منچستر و انستیتوی دانشگاه اروپا در فلورانس در دهه ۱۹۸۰ کار کرد. در سال ۱۹۸۷ در دانشگاه لیدن، وی مدرک دکترا گرفت.